# 亞西涅齊
51°38′18″N 26°34′59″E / 51.63833°N 26.58306°E
亞西涅齊（烏克蘭語：Ясинець），是烏克蘭西北部的村莊，隸屬里夫內州的薩爾內區。該村始建於1610年，面積0.69平方公里，海拔高度141米，2001年人口544，人口密度每平方公里788.4人。